# Nachali’el
Nachali’el (hebr.: נחליאל) – wieś położona w samorządzie regionu Matte Binjamin, w Dystrykcie Judei i Samarii, w Izraelu.
Leży w środkowej górzystej części Samarii, w otoczeniu terytoriów Autonomii Palestyńskiej.

## Historia
Osada została założona w 1984 przez grupę żydowskich osadników.

## Galeria

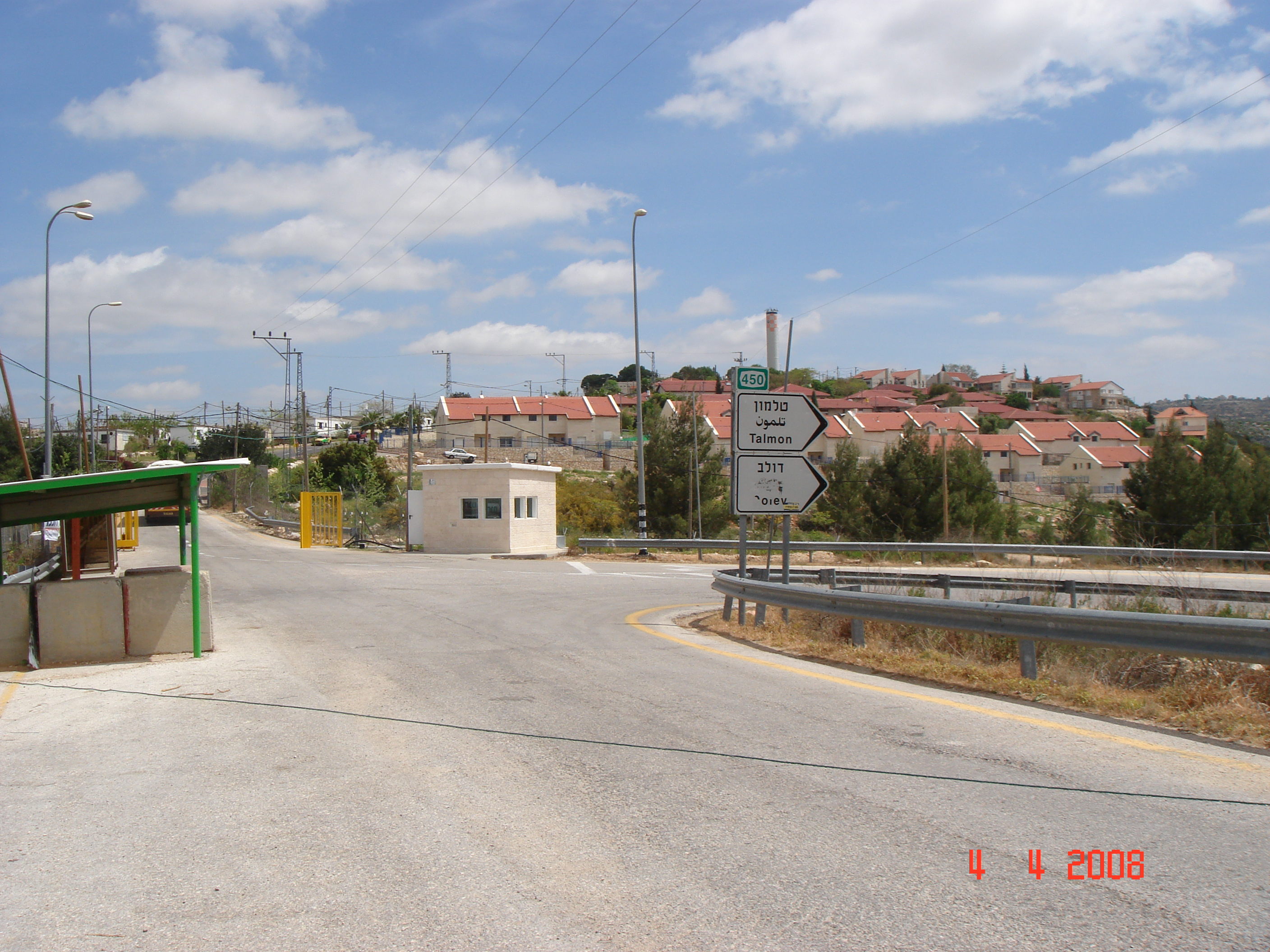
Widok na Nachali’el
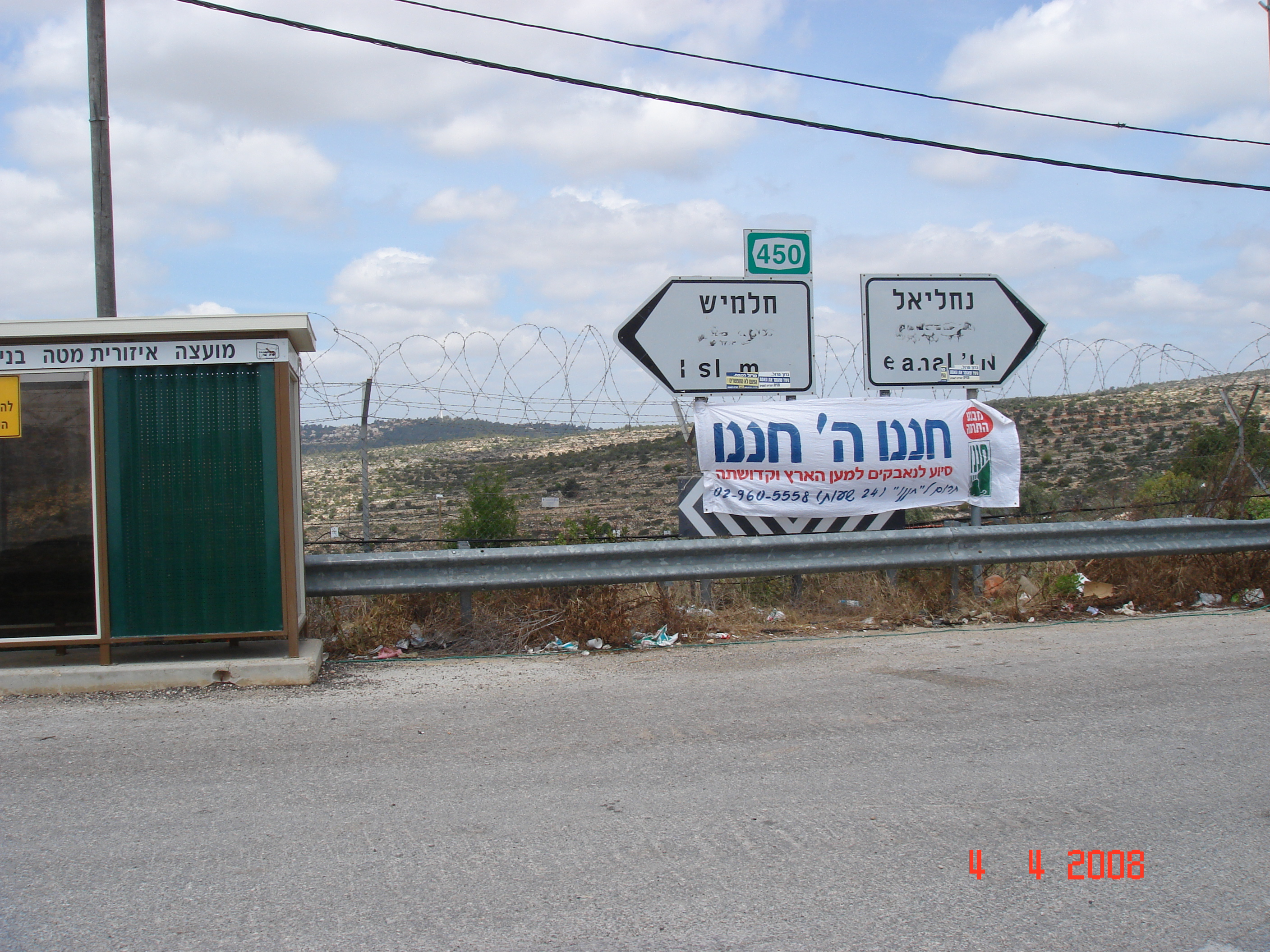
Nachali’el